# Rosapha umbripennis
Rosapha umbripennis är en tvåvingeart som beskrevs av Lindner 1957. Rosapha umbripennis ingår i släktet Rosapha och familjen vapenflugor. Inga underarter finns listade i Catalogue of Life.